# 車爾尼雪夫斯克區

車爾尼雪夫斯克區（俄语：Чернышевский район），是俄羅斯的一個區，位於該國西部，由外貝加爾邊疆區負責管轄，始建於1926年1月4日，面積13,200平方公里，2010年人口35,019，人口密度每平方公里2.65人。